# Tådene socken
Tådene socken i Västergötland ingick i Kållands härad, uppgick 1969 i Lidköpings stad och området ingår sedan 1971 i Lidköpings kommun och motsvarar från 2016 Tådene distrikt.
Socknens areal var 14,71 kvadratkilometer varav 14,61 land. År 2000 fanns här 144 invånare. Godset Storeberg samt sockenkyrkan Tådene kyrka ligger i socknen.

## Administrativ historik
Socknen har medeltida ursprung. 
Vid kommunreformen 1862 övergick socknens ansvar för de kyrkliga frågorna till Tådene församling och för de borgerliga frågorna bildades Tådene landskommun. Landskommunen uppgick 1952 i Örslösa landskommun som 1969 uppgick i Lidköpings stad som 1971 ombildades till Lidköpings kommun. Församlingen uppgick 2006 i Örslösa församling.
1 januari 2016 inrättades distriktet Tådene, med samma omfattning som församlingen hade 1999/2000.  
Socknen har tillhört län, fögderier, tingslag och domsagor enligt vad som beskrivs i artikeln Kållands härad. De indelta soldaterna tillhörde Västgöta-Dals regemente, Kållands kompani.

## Geografi
Tådene socken ligger väster om Lidköping med Vänern i norr och har också viss skärgård. Socknen är en småkuperad slättbygd.

## Fornlämningar
Från bronsåldern finns gravrösen och skålgropsförekomster. Från järnåldern finns gravar och stensättningar.

## Namnet
Namnet skrevs 1339 Thodene och kommer från kyrkbyn. Efterleden innehåller vin, 'betesmark, äng'. Förleden kan innehålla tadh, 'gödsel'.